# Parafia św. Marcina w Porębie Dzierżnej
Parafia świętego Marcina w Porębie Dzierżnej – parafia rzymskokatolicka, znajdująca się w diecezji sosnowieckiej, w dekanacie XXII – św. Katarzyny w Wolbromiu.